# Tomoglossa arizonica
Tomoglossa arizonica är en skalbaggsart som beskrevs av Vladimir I. Gusarov 2002. Tomoglossa arizonica ingår i släktet Tomoglossa och familjen kortvingar. Inga underarter finns listade i Catalogue of Life.